# Eumorsea pinaleno
Eumorsea pinaleno é uma espécie de insecto da família Eumastacidae.
É endémica dos Estados Unidos da América.